# حبیب‌آباد (پیشوا)
حبیب‌آباد پیشوا تهران یک منطقهٔ مسکونی در شهر  پیشوا  در  استان تهران با فاصله 35 کلیومتری شهر تهران بزرگ پایتخت  ایران واقع  شده ‌است . بر اساس سرشماری مرکز آمار جمهوری اسلامی ایران  در سال 1401 حدود 11.253 نفر جمعیت دارد که رشد حدود 5 برابری نسب به سال 1395 داشته است پیش بینی میشود با ساخت و تکمیل  مترو تهران ورامین پیشوا  توسط شرکت مترو تهران و حومه در سال 1403 خورشیدی  جمعیت منطقه رشد انفجاری داشته باشد  .